# Ronan-Jim Sévellec
Ronan-Jim Sévellec, né le 9 juillet 1938 à Brest,, est un peintre et sculpteur français, rattaché au courant de l'art singulier.
Il a délaissé progressivement la peinture pour des sculptures de décors miniatures.

## Biographie
Dans sa jeunesse, Ronan-Jim Sévellec s'initie au dessin, au modelage et à la peinture auprès de son père, le peintre Jim Sévellec. Ses premiers dessins paraissent dans la presse en 1960. Établi dans la région parisienne depuis 1967, il exerce la profession d'illustrateur, réalise des maquettes pour des productions cinématographiques — certaines de ses maquettes sont conservées à Lyon au musée Miniature et Cinéma — continue de peindre et participe à plusieurs salons. Il cesse progressivement de peindre vers la fin des années 1970.
En 1977, une exposition lui est consacrée à la galerie Michel-Ange à Brest. Puis, pendant plus de dix ans, Ronan-Jim Sevellec arrête d'exposer pour travailler ses œuvres en volume.
En 1989, il présente ses Boîtes dans la lignée de celles de Charles Matton à Elbeuf (Seine-Maritime). En 1995, il expose à la galerie Soulié, rue Guénégaud à Paris.
Au cours des années 2000, il revient en Bretagne et s'installe à Douarnenez. Depuis, il expose à Concarneau et régulièrement à Quimper, dans les galeries d'Henry Le Bal, et publie avec ce dernier un livre d'art, Les décors de la mémoire aux éditions Coop-Breizh publié au printemps 2022.
En 2022 également, la comédienne Jane Birkin découvre l'artiste et réalise un documentaire sur lui, produit par Morgane Productions et diffusé dans l'émission "Le Grand BaZH'art" sur France Télévisions ou TV Rennes en début d'automne de la même année.

## Œuvres dans les collections publiques
- Lyon, musée Miniature et Cinéma.
- Auberive, Centre d'art contemporain de l'abbaye d'Auberive[6].

## Expositions
- 1977 : galerie Michel-Ange, Brest.
- 2016 : « L’esprit singulier. Collection du Centre d'art contemporain de l'abbaye d'Auberive », Halle Saint-Pierre, Paris.
- Depuis 2020: Galerie de Bretagne, Quimper.